# Hsisosuchus

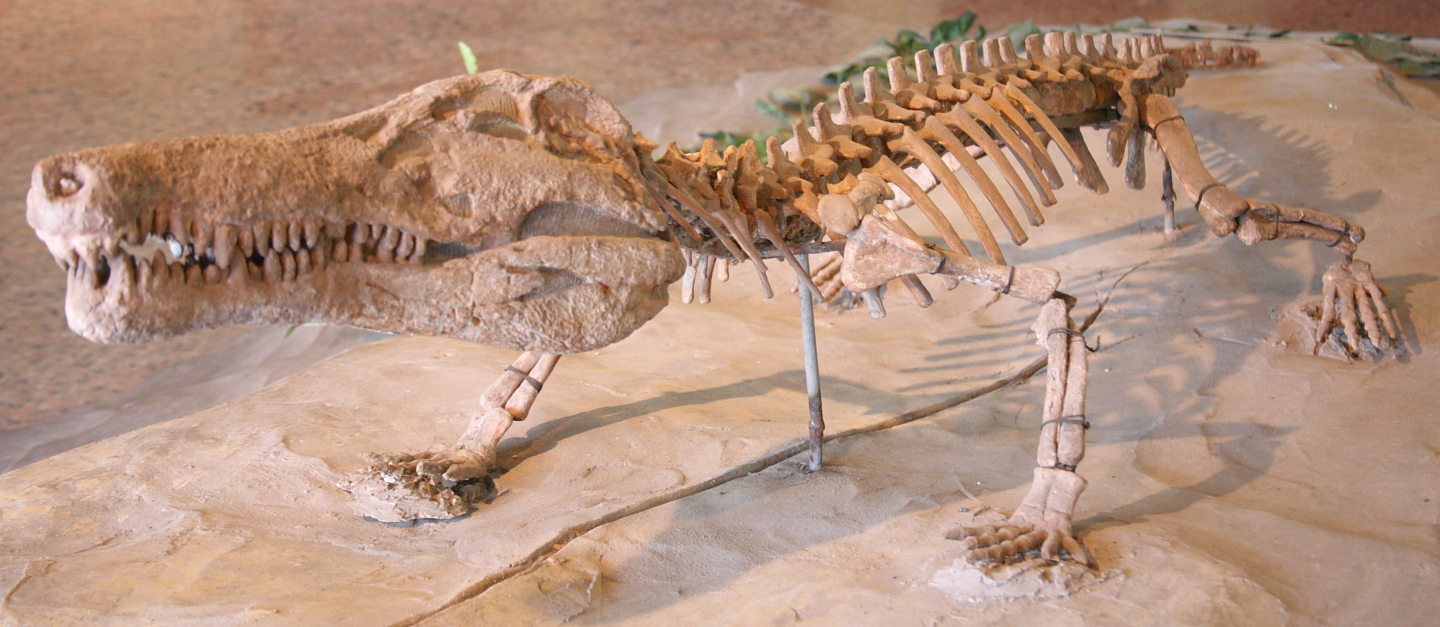
Hsisosuchus.

Hsisosuchus es un género extinto de crocodilomorfo de China. Se reconocen tres especies para este género: H. chungkingensis y H. chowi son del Jurásico Superior; mientras que H. dashanpuensis es del Jurásico Medio.
Hsisouchus chungkingensis fue encontrado en la Formación Shangshaximiao.
El holotipo consiste en el esqueleto craneal y osteodermos caudales. Un espécimen más completo fue hallado y descrito, añadiendo información significativa sobre la anatomía del postcráneo de H. chungkingensis.
H. dashanpuensis fue encontrado en la Formación Xiashaximiao.
H. chowi fue encontrado en la Formación Shangshaximiao. El holotipo consiste en un cráneo casi completo (de 25 cm de largo), mandíbulas, la mayor parte de la columna vertebral, la cintura escapular parcial y la cintura pélvica, la mayoría de los miembros delanteros, traseros y fragmentos de varios de los osteodermos. Se diferencia de las otras especies de Hsisosuchus en varias características de su cráneo y postcráneo.